# 정효상
정효상(鄭孝常, 1432년 ~ 1481년)은 조선 전기의 문신으로 본관은 경주(慶州)이다. 자는 가구(可久), 시호는 제안(齊安)이다. 1455년(세조 1) 12월 원종공신(原從功臣) 2등에 책록되었다. 단종복위사건에 연루된 혐의를 받았으나 화를 면하였고, 감찰·이조좌랑·세자시강원필선을 거쳐 1466년 문과중시에 급제하고, 1468년(예종 즉위) 10월 동부승지 재직 중 남이의 옥사를 다스리는 데 공을 세워 익대공신(翊戴功臣) 3등에 책록되고, 가선대부에 올라 계림군(鷄林君)에 작위를 받았다. 이후 성종을 지지하여 성종 즉위후 1471년(성종 2) 3월 성종의 즉위를 도운 공으로 다시 좌리공신(佐理功臣) 3등에 녹훈되었다.

## 생애
증의정부좌찬성에 추증된 정지년의 아들이고, 정효항의 동생이다.
1451년(문종 1) 생원시에 합격, 생원(生員)이 되고, 1454년(단종 2) 별시문과에 장원하여 집현전부수찬(集賢殿副修撰)이 되고, 부교리(副校理) 등을 지냈다. 그 뒤 1455년(세조 1) 12월 원종공신(原從功臣) 2등에 책록되었다.
이듬해 6월 경연사경(經筵司經)으로 있으면서 단종복위사건에 연루된 혐의를 받았으나 화를 면하였고, 1459년 6월 승문원부교리로서 한가한 관직에 제수하여 학문에 전념하게 하는 한관독서(閑官讀書)의 혜택을 입었다.
이후 감찰·이조좌랑·세자시강원필선을 거쳐 1466년(세조 12) 세자시강원(世子侍講院) 필선(弼善)으로  문과중시(文科重試)에 급제하고, 당상관으로 승진하였다. 1468년(예종 즉위) 10월 동부승지(同副承旨)에 발탁되었다. 동부승지 재직 중 곧 남이(南怡), 강순(康純)의 옥사를 다스리는 데 가담하여 공을 세워 익대공신(翊戴功臣) 3등에 책록되고, 가선대부에 올라 계림군(鷄林君)에 봉하여졌다.
그 뒤 우부승지·좌부승지·도승지·자헌대부 등을 거쳐 예종 사후 후사 선정 문제가 불거졌을 때 의경세자의 차남 자을산군을 지지하였다. 1469년 성종이 즉위하자 도승지(都承旨)가 되고. 그 공로로 1471년(성종 2) 3월 성종의 즉위를 도운 공으로 다시 좌리공신(佐理功臣) 3등에 책록되고 정헌대부(正憲大夫)에 올랐다.
1472년 경상도관찰사(慶尙道觀察使)를 겸하였고, 1474년 공조판서(工曹判書)에 승진, 이어 이조판서(吏曹判書)가 되었다.
1476년 이조판서로 진하사(進賀使)에 임명되어 명나라에 다녀왔고, 1477년 명나라에서 귀국해서 지중추부사(知中樞府事)가 되었다.
학문이 뛰어나고 우애가 돈독하여 명성이 있었다. 시호는 제안(齊安)이다.

## 연관 항목
- 계유정난
- 세조 찬위
- 남이의 옥사
- 익대공신
- 좌리공신
- 정승복
- 남이
- 강순
- 정효항
- 정지년
- 한명회
- 신숙주